# Ичиносеки
Ичиносеки (јап. 一関市) град је у Јапану у префектури Ивате. Према попису становништва из 2005. у граду је живело 125.818 становника.

## Становништво
Према подацима са пописа, у граду је 2005. године живело 125.818 становника.
| 1995.   | 2000.   | 2005.   |
| ------- | ------- | ------- |
| 133.138 | 130.373 | 125.818 |